# Società Ginnastica Angiulli
La Società Ginnastica Angiulli è una società polisportiva barese nata nel 1906, Stella d'oro e Collare d'oro al merito sportivo, intitolata al professor Andrea Angiulli. È uno storico centro sportivo presso il quale si praticano circa venti discipline sportive diverse.

## Andrea Angiulli, atleta del pensiero
Nasce da Giuseppe e Luisa Longo, il 12 febbraio 1837 a Castellana, piccolo paese in provincia di Bari. Primi studi, nel seminario di Molfetta; poi a Bari, quindi nel 1857 si reca a Napoli. Attende allo studio delle scienze naturali, della filosofia, delle lingue moderne; queste ultime gli permettono di seguire il movimento scientifico europeo. Andrea Angiulli, compiuti i corsi universitari viene chiamato nel 1861 ad insegnare nel liceo di Bari; preferisce alla cattedra del maestro il banco dello scolaro, continuando i suoi studi. Educato nelle scuole in cui domina lo spirito del Gioberti, ne risente l'influsso tanto che in uno scritto spedito allo Spaventa – 15 dicembre 1862 da Berlino – si atteggia a profeta di un primato italiano nel campo filosofico. Si avvicina al Mazzini nel proclamare l'educazione come diritto dello Stato, nello stile solenne e sentenzioso. Prende spunti da Spaventa, discepolo italiano di Hegel; percorre la strada per avviarsi all'idealismo.
Gli studi sulla dottrina vengono approfonditi in Germania dove rimane fino a tutto il 1864. Le lezioni di Reymond Du Bois lo convertono alla filosofia scientifica, contrariamente allo scopo per cui si era portato in terra tedesca. Successivamente nel 1865 si porta a Parigi e Londra per approfondire le dottrine del positivismo. Tornato in Italia, nel 1866, viene nominato professore di filosofia a Catania; non raggiunge la città siciliana causa il colera. Ottiene nel 1867, come reggente, la cattedra di filosofia nel liceo Vittorio Emanuele di Napoli.
Viene in contrasto con il preside e alcuni docenti; gli contestano i metodi educativi, accusandolo di apportare danno morale alle anime impreparate dei giovani, chiedendogli esplicitamente di voler dare all'insegnamento carattere più confacente ai fini propri dell'istituzione secondaria.
Gli stessi genitori protestano contro l'indirizzo educativo che trasforma i figli in liberi pensatori. Nel 1868 pubblica La filosofia e la ricerca positiva che contribuisce ad acuire il contrasto; è trasferito al liceo Principe Umberto di Napoli, ma non accetta, qualificando il trasferimento una... sciocca punizione; presenta ricorso al ministero competente. La vertenza arriva alla Camera dei Deputati.
L'onorevole Toscanelli accusa Andrea Angiulli, difeso dall'onorevole Lazzaro, di ateismo. Questione risolta dal ministro Correnti con il trasferimento dello studioso all'Università di Bologna con l'incarico dell'insegnamento di antropologia e pedagogia. Altre opere pubblicate dal filosofo barese sono: Questioni di filosofia contemporanea (1873); La pedagogia, lo Stato e la famiglia (1876); La filosofia e la scuola (1886).

### Professore emerito
Nel dicembre del 1871 legge il discorso di prolusione: La filosofia positiva e la pedagogia. Storica la frase del Colozza: «Basterebbe da solo ad assicurare la fama di un uomo». A Bologna in pochi anni coglie la disponibilità e la stima dei colleghi. In occasione dell'ottavo centenario dell'ateneo viene eletto professore emerito. Nel 1876 torna nella città partenopea; si occupa della cattedra di filosofia morale; entra nella vita politica, diventa consigliere comunale; il valido contributo di pedagogista è determinante nella riforma della scuola promossa nella città.
Viene candidato nel 1880 nel collegio di Monopoli, nel 1882 in quello di Bari, cercando di portare nell'ambiente politico il suo elevato pensiero. Il 7 dicembre 1889 – mentre a Roma presiede una riunione della società pedagogica – lo coglie un malore per cui è trasportato in ospedale. Muore la sera del 2 gennaio 1890 tra le braccia del discepolo Colozza. Funerali imponenti. Illustri personaggi celebrano la figura e il valore del pensiero di Andrea Angiulli: Barzellotti, Colozza, Fioretti, Bovio. La tumulazione avviene nel recinto degli Uomini Famosi esistente nel cimitero napoletano.
A Bari nel 1911 si costituisce un comitato cittadino – ne fa parte Accolti Gil – che propone la rivalutazione dell'opera filosofica e pedagogica di Andrea Angiulli, attraverso una serie di seminari di illustri professori.
I due Ricreatori più attivi della città, Angiulli e Pro Patria, preparano una serie di saggi ginnici a pagamento; il ricavato è destinato alla realizzazione di un monumento del celebre concittadino; viene inaugurato nel 1927 a Castellana Grotte. Sorge in mezzo ad un folto gruppo di alberi, sempre verdi. Andrea Angiulli tiene in mano la sua ultima opera La filosofia e la scuola; scritto che contiene il suo programma e il suo testamento. L'amministrazione comunale di Bari dedica una strada all'illustre pedagogo nel novembre del 1908.

## Dagli albori del secolo alla soglia del terzo millennio, le origini del "Ricreatorio Angiulli"

### Il clima sportivo a Bari
Alla fine dell'Ottocento a Bari nascono le prime associazioni per attività sociali, ricreative, sportive. Il 1892 è l'anno della Società Ginnastica Pro Patria.
Nicola Bavaro è il presidente nella sede, in via Crisanzio n. 40. Nel 1894 viene trasferita in via Principe Amedeo, per poi passare nel 1895 nei locali di piazza Garibaldi. Alla ginnastica la Pro Patria aggiunge ciclismo, sollevamento pesi, nuoto, canottaggio e la... fanfara! Nello stesso anno partecipa con una squadra al Concorso Federale di Roma, meritando una medaglia d'argento; il capitano Onofrio Terrevoli conquista il secondo posto assoluto nella salita alla fune (mt. 10, solo braccia). A seguito dei lusinghieri risultati il presidente Bavaro incrementa le attività; nel 1898 ottiene un secondo posto di squadra al Concorso Ginnastica Internazionale di Torino, grazie alle prestazioni di G. Pentassuglia, Giorgio Cardone, Onofrio Terrevoli. Il futuro angiullista conquista tre medaglie d'argento. Per i risultati conseguiti il Comune di Bari concede alla Pro Patria, nel 1900, ampi locali in via Garruba (attuale fabbricato dell'Università) per sviluppare le attività sportive. Il Reale Circolo Canottieri Barion sorge nel 1894. Con il canottaggio si avviano i settori di scherma, ginnastica, ciclismo, pattinaggio.

### Fondazione del Ricreatorio Festivo Angiulli
Nel clima favorevole dell'inizio del secolo un gruppo di insegnanti, con a capo Ercole Accolti Gil, istituiscono per gli alunni delle scuole elementari maschili un Ricreatorio Festivo (le attività ludico sportive si svolgono solo nelle giornate di festa), a nome del celebre conterraneo Andrea Angiulli. È il primo gennaio del 1906. Il Ricreatorio si propone di preparare il fanciullo agli uffici della vita civile, influendo con sicura efficacia sullo sviluppo fisico, intellettuale e morale della crescente generazione.
I giovanetti sono trattenuti in giochi all'aperto, ginnastica elementare, passeggiate, letture e conferenze facili, specialmente sui doveri e diritti del cittadino, sulle date gloriose del Risorgimento, sull'igiene; si esercitano nel canto corale, nel lavoro manuale, nel nuoto e norme per i salvataggi. La prima sede del Ricreatorio Festivo Andrea Angiulli è in via Nicolai n. 4. Per disciplinare meglio il funzionamento del Ricreatorio, viene deciso di allargare il numero dei soci e di nominare un consiglio direttivo, composto di persone autorevoli, capaci anche di procurare i mezzi finanziari indispensabili. Presidente viene eletto Nicola Sbisà. Nel 1908, muore il cav. Vito Saraceno, presidente del Ricreatorio Umberto I. L'istituzione cessa di funzionare. L'evento ridesta la vita del Ricreatorio Angiulli che eredita mobili e attrezzi dello sfortunato Ricreatorio. Ottiene inoltre di utilizzare la sede dell'Edifizio Scolastico Umberto I, di via Garruba n. 2. Diventa presidente Ercole Accolti Gil che riesce a dare all'istituzione un impulso vigoroso tanto da richiamare giovani da ogni parte della città. Nella nuova dimora, pur priva di una palestra coperta, si organizzano diverse squadre ginniche, fra cui anche una femminile.
Il 22 Novembre del 1908, in occasione delle solenni onoranze in memoria di Andrea Angiulli, il Ricreatorio organizza il primo Concorso Provinciale di Ginnastica. Vi partecipano, oltre alle squadre dell'Angiulli, la Società Femminile Italia Bari, la Rari Nantes Bari, la Società Aufidus Barletta. Ad organizzare il Concorso viene chiamato Onofrio Terrevoli. Il programma comprende: produzione libera di squadra; gara speciale femminile di salto misto; gara speciale maschile di salto in alto; gara speciale di corsa veloce femminile di 60 metri; campionato di lotta greco-romana.
Le gare si svolgono nel cortile dell'edifizio scolastico alla presenza di un pubblico che gremisce fin dalle prime ore del pomeriggio l'istituto; sono presenti autorità civili e militari della città. La manifestazione riscuote un grande successo, gli atleti dell'Angiulli riportano vittorie, meritando lodi dalle autorità. Gli esercizi, alle clave, ai bastoni, agli appoggi, a corpo libero, di lotta, di corsa, di salto, sono diretti da Onofrio Terrevoli. Il maestro rompe gli indugi; entra a far parte attiva dell'Angiulli, lasciando la Pro Patria. Anche altri ginnasti si distaccano dalla Pro Patria e indirizzano una lettera al presidente Accolti Gil.
Perfino il Re dimostra la sua sensibilità alla promozione delle attività fisiche inviando una medaglia d'oro. Il Corriere delle Puglie scrive: «Per mezzo del Ministro della Real Casa Ponzio-Vaglia, il Re ha inviato alla presidenza del nostro, florido Ricreatorio Angiulli, una grande medaglia d'oro da designarsi nelle prossime gare provinciali. Il nostro Sovrano non trascura nessuna occasione per incoraggiare lo sviluppo fisico della gioventù, ed il suo nobile esempio sia di sprone a coloro che reggono la nostra città e tutta la provincia, affinché si adoperino perché Bari gareggi con i più importanti centri sportivi d'Italia».
Il concorso si tiene il 5 e 6 giugno presso la caserma di artiglieria. Prendono parte gruppi provenienti da Barletta, Trani, Molfetta, Modugno, Mola, Capurso, Casamassima, per un globale di settecento ginnasti. Sfilano per la città applauditi da una folla entusiasta, quindi si recano nel recinto della caserma; le squadre effettuano gli esercizi previsti dal programma.
Vengono eseguiti concerti militari diretti da Terrevoli; lo spettacolo è imponente per la varietà delle divise, la vivacità dei colori, la precisione degli esercizi. L'ottimale riuscita della manifestazione costringe il consiglio della federazione ginnastica italiana ad ammettere il Ricreatorio Angiulli a far parte del grande fascio federale. Alcuni atleti partecipano alle gare di nuoto: a Molfetta la manifestazione è indetta dalla Società Ginnastica Atene Roma; ai primi due posti si piazzano Giulio Gheruzzi e Arnaldo Stagni, giovani del Ricreatorio Angiulli. Risultano quarto e quinto in una gara di nuoto nazionale tenutasi a Trieste. La sezione del football, affidata a Favia, organizza spesso sfide con altre società. Acerrimi i derby con i cugini della Pro Patria. Il settore va avanti per alcuni anni. Viene sciolto nel 1915.

### 1912: da Ricreatorio a Società Ginnastica
Sono numerosissime le iscrizioni dei giovinetti al Ricreatorio, la dirigenza assume un segretario per il miglior disbrigo delle pratiche amministrative e sportive. Viene istituita la sezione di scherma. Il maestro è Francesco Rinaldi. A giugno organizza un torneo regionale fra dilettanti nella sede della società, il direttivo stabilisce un piccolo record: sopprime il settore della scherma non potendo sostenere i notevoli sforzi finanziari. Come prima, più di prima...
In luglio, su proposta del consiglio direttivo guidato dal presidente Damiani, l'assemblea dei soci apporta essenziali modifiche allo statuto, compreso il cambio della denominazione:
«Questa associazione – dice in quell'adunanza il presidente – da tempo non svolge la sua azione educativa soltanto nella istituzione domenicale dei bimbi del popolo, ma nella educazione fisica di giovani d'ogni classe sociale e nella preparazione di squadre, che hanno già sostenuto importanti Concorsi in altre città d'Italia e con risultati felicissimi. Guardando dunque a questo sviluppo, conseguito nel campo ginnastico, non ci sembra che il nome di Ricreatorio designi da solo il nuovo carattere della Istituzione, ma più rispondente e meglio adatto riteniamo quello di Società Ginnastica e Ricreatorio Festivo».
Storicamente entra in essere – nel luglio 1912 – la nuova e definitiva denominazione. Fra le modifiche anche quella del numero dei vice presidenti, portato a due in considerazione dell'accresciuto lavoro del direttivo. Nel settembre la compagine degli adulti aderisce al Concorso Internazionale di Como; si classifica al quarto posto, riceve una miriade di premi. Al ritorno a Bari la squadra è festeggiatissima e la stampa esprime favorevoli commenti.